# Formica (Insel)
Formica (ital. ‚Ameise‘) ist eine der kleineren Ägadischen Inseln. Sie liegt zwischen der Insel Levanzo und der Küstenstadt Trapani und gehört zur Gemeinde Favignana. 
Die Insel hat eine Größe von rund vier Hektar. Sie erreicht eine Höhe von fünf Metern. Auf ihr finden sich noch Überreste einer alten Thunfischfabrik (Tonnara) und ein Kastell mit einem Leuchtturm.
Die Insel ist im Privatbesitz und dient der von „Padre Eligio“ gegründeten Stiftung Mondo X als Rehabilitationszentrum für drogenabhängige Jugendliche. Das Betreten der Insel ist nur in Ausnahmefällen gestattet, hierzu gehören touristische Aufenthalte, bei denen die jugendlichen Bewohner der Insel die Gäste bewirten.